# Gerhard Zickenrott
Gerhard Zickenrott (* 20. Februar 1939 in Hohengandern) ist ein ehemaliger deutscher Gewerkschafter und Parteifunktionär (SED). Er war Vorsitzender des Bezirksvorstandes Erfurt des Freien Deutschen Gewerkschaftsbundes (FDGB).

## Leben
Gerhard Zickenrott wurde als Sohn eines Bäckermeisters geboren. Er besuchte die Grund- und Oberschule und arbeitete nach der Lehre als Handelskaufmann und Planer bei der Konsumgenossenschaft Heiligenstadt. Es folgte ein Fernstudium an der Fachschule für Binnenhandel in Dresden und an der Handelshochschule in Leipzig, welches er 1970 als Diplom-Wirtschaftler abschloss.
1962 wurde er Mitglied der Sozialistischen Einheitspartei Deutschlands (SED). Von 1963 bis 1976 war er Abteilungsleiter beim Rat des Kreises Nordhausen bzw. Vorsitzender des Kreiskomitees der Arbeiter-und-Bauern-Inspektion. Von 1976 bis 1981 war Zickenrott Sekretär der SED-Betriebsparteiorganisation im VEB Hochbau Nordhausen. Anschließend studierte er ein Jahr lang an der Akademie für Gesellschaftswissenschaften beim ZK der KPdSU. In den Jahren 1985 bis 1988 war er Sekretär der SED-Kreisleitung Nordhausen und 1988/89 – als Nachfolger von Gerhard Nennstiel – Vorsitzender des FDGB-Bezirksvorstandes Erfurt, Mitglied der SED-Bezirksleitung Erfurt und des Sekretariates der SED-Bezirksleitung Erfurt. Als Vorsitzender des FDGB-Bezirksvorstandes löste ihn Hans-Dieter Jülich ab.